# Amphicnephes pullus
Amphicnephes pullus är en tvåvingeart som först beskrevs av Christian Rudolph Wilhelm Wiedemann 1830.  Amphicnephes pullus ingår i släktet Amphicnephes och familjen bredmunsflugor. Inga underarter finns listade i Catalogue of Life.